# Lijst van personen uit Malmö
Deze lijst geeft een overzicht van personen die geboren zijn in de Zweedse stad Malmö met een artikel op de Nederlandstalige Wikipedia. De lijst is gesorteerd op geboortejaar.

## Geboren in Malmö

### Voor 1900

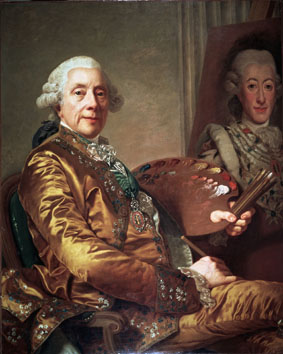
Portretschilder Alexander Roslin (1718-1793)

- Alexander Roslin (1718-1793), portretschilder
- Anders Ahlgren (1888-1976), worstelaar

### 1900–1929
- Orvar Trolle (1900-1971), zwemmer
- Knut Gadd (1916-1995), waterpolospeler
- Erik Nilsson (1916-1995), voetballer
- Siegfried Naumann (1919-2001), componist, dirigent en muziekpedagoog
- Torun Bülow-Hübe (1927-2004), zilversmid en sieraadontwerpster

### 1930–1939
- Bo Widerberg (1930-1997), auteur en filmregisseur
- Anita Ekberg (1931-2015), sekssymbool, fotomodel en actrice
- Jan Troell (1931), filmregisseur
- Östen Warnerbring (1934-2006), zanger, tekst- en muziekschrijver

### 1940–1949
- Krister Kristensson (1942-2023), voetballer en voetbalcoach
- Bo Larsson (1944-2023), voetballer
- Mats Ek (1945), danser, choreograaf en regisseur
- Mats Wahl (1945-2025), jeugdschrijver
- Ronnie Hellström (1949-2022), voetballer en doelman

### 1950–1959
- Tore Cervin (1950), voetballer
- Gunnar Larsson (1951), topzwemmer
- Sven-Åke Nilsson (1951), wielrenner
- Per Nilsson  (1954), jeugdboekenschrijver
- Catherine Hansson (1958), actrice

### 1960–1969
- Håkan Hardenberger (1961), trompettist
- Sven Ahlström (1966), acteur
- Lukas Moodysson (1969), filmregisseur
- Mats Söderlund (Günther) (1969), zanger

### 1970–1979
- Tiger Hillarp Persson (1970), schaker
- Martin Erlandsson (1974), golfer
- Daniel Majstorović (1977), voetballer
- Christian Wilhelmsson (1979), voetballer

### 1980–1989
- Matías Concha (1980), voetballer

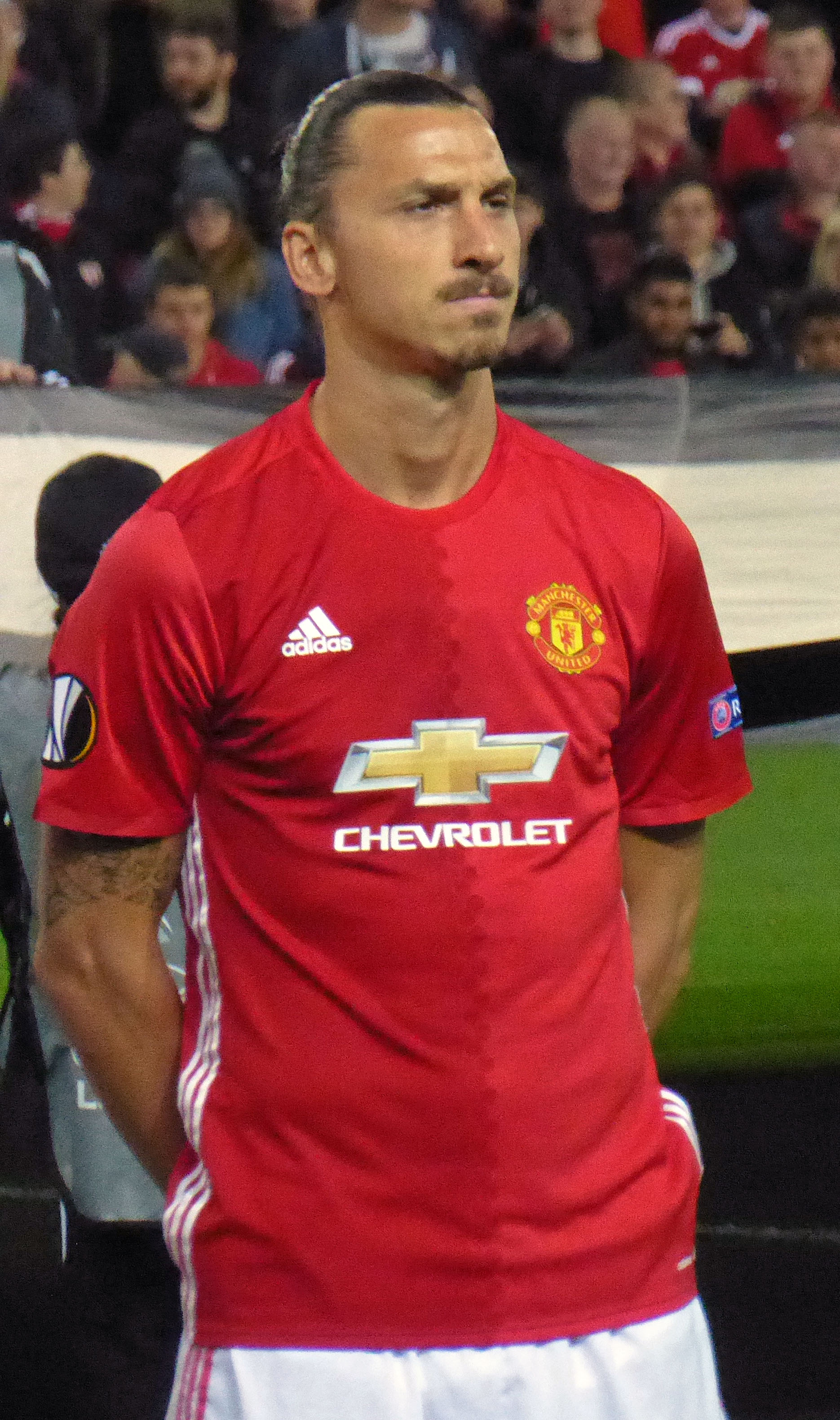
Voetballer Zlatan Ibrahimović (1981)

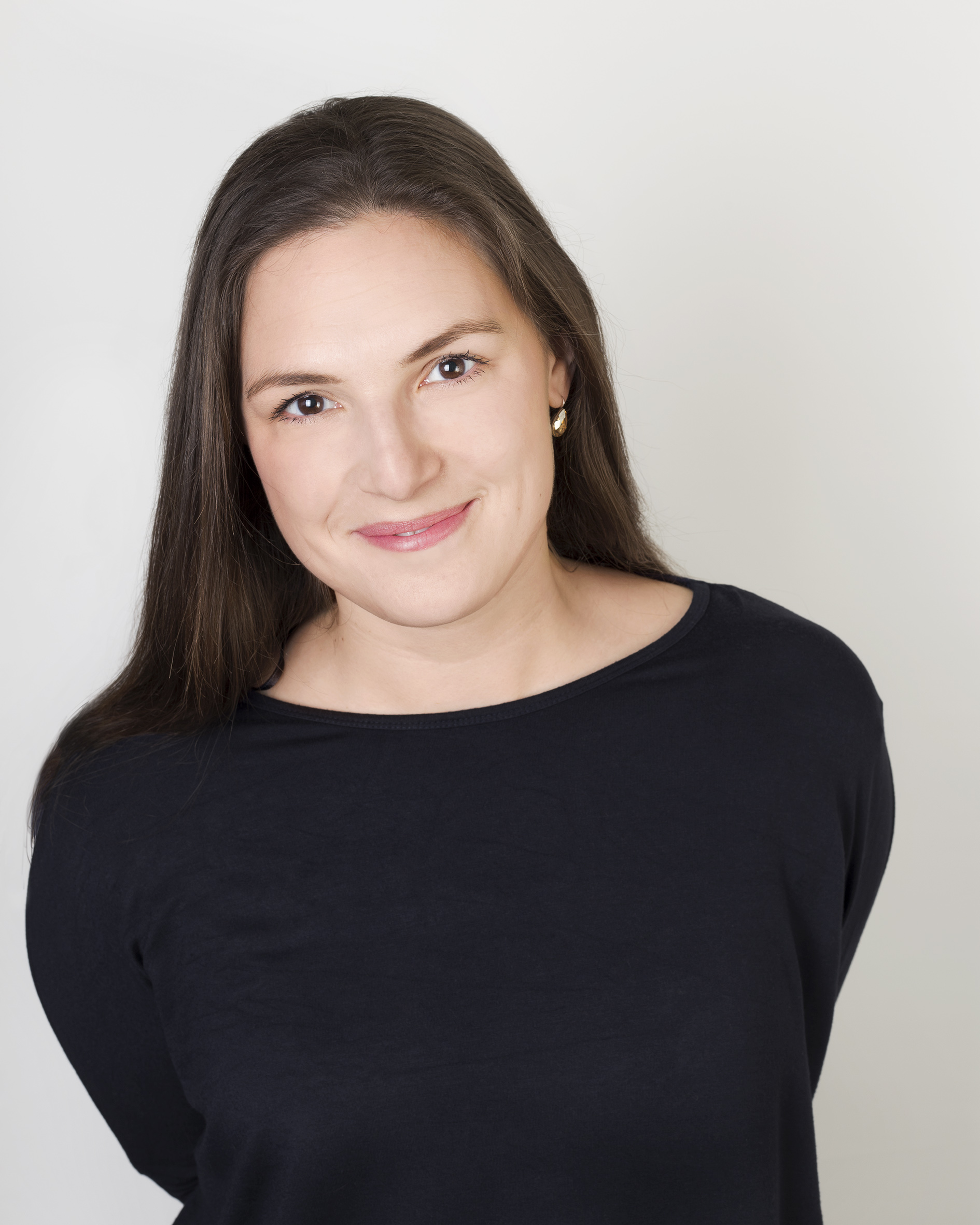
Actrice Sandra Stojiljkovic (1981)

- Anna-Karin Kammerling (1980), zwemster
- Zlatan Ibrahimović (1981), voetballer
- Sandra Stojiljkovic (1981), actrice
- Andreas Vinciguerra (1981), tennisser
- Markus Rosenberg (1982), voetballer
- Andreas Ekberg (1985), voetbalscheidsrechter
- Rasmus Bengtsson (1986), voetballer
- Lina Johansson (1988), kunstschaatsster

### 1990–1999
- Robin Olsen (1990), voetballer
- Erdin Demir (1990), voetballer
- Oscar Lewicki (1992), voetballer
- Viktor Noring (1992), voetbaldoelman
- Julia Ragnarsson (1992), actrice
- Valon Berisha (1993),  Kosovaars-Noors voetballer
- Saman Ghoddos (1993), Zweeds-Iraans voetballer
- Filip Helander (1993), voetballer
- Pa Konate (1994), voetballer
- Josefine Ridell (1997), zangeres
- Gabriel Gudmundsson (1999), voetballer

### Vanaf 2000
- Evelyn Iljeh (2001), voetbalster
- Amin Sarr (2001), voetballer
- Hussein Ali (2002), voetballer
- Athinna Persson Lundgren (2003), voetbalster